# Matejaure
Matejaure är en sjö i Kiruna kommun i Lappland och ingår i Torneälvens huvudavrinningsområde. Sjön har en area på 0,255 kvadratkilometer och ligger 486 meter över havet. Matejaure ligger i Rautas fjällurskog Natura 2000-område.

## Delavrinningsområde
Matejaure ingår i det delavrinningsområde (754443-167028) som SMHI kallar för Mynnar i Lulit Suorri. Medelhöjden är 553 meter över havet och ytan är 21,91 kvadratkilometer. Det finns inga avrinningsområden uppströms utan avrinningsområdet är högsta punkten. Vattendraget som avvattnar avrinningsområdet har biflödesordning 4, vilket innebär att vattnet flödar genom totalt 4 vattendrag innan det når havet efter 425 kilometer. Avrinningsområdet består mestadels av skog (67 procent) och sankmarker (18 procent). Avrinningsområdet har 0,77 kvadratkilometer vattenytor vilket ger det en sjöprocent på 3,5 procent.